# Chondrodesmus attemsi
Chondrodesmus attemsi är en mångfotingart som beskrevs av Carl 1914. Chondrodesmus attemsi ingår i släktet Chondrodesmus och familjen Chelodesmidae. Inga underarter finns listade i Catalogue of Life.